# Ливан на летних Олимпийских играх 2008
Олимпийская сборная Ливана приняла участие в летних Олимпийских играх 2008 года, отправив в Пекин шестерых спортсменов в четырёх видах спорта: лёгкой атлетике, дзюдо, стрельбе и плавании. По итогам игр спортсмены из Ливана не завоевали ни одной олимпийской медали.

## Дзюдо
Мужчины
| Спортсмен   | Дисциплина   | 1/16                      | 1/8                | 1/4                | Полуфинал          | 1-й доп. раунд             | Доп. четвертьфинал       | Доп. полуфинал     | Финал              |           |
| Спортсмен   | Дисциплина   | Соперник Результат        | Соперник Результат | Соперник Результат | Соперник Результат | Соперник Результат         | Соперник Результат       | Соперник Результат | Соперник Результат |           |
| ----------- | ------------ | ------------------------- | ------------------ | ------------------ | ------------------ | -------------------------- | ------------------------ | ------------------ | ------------------ | --------- |
| Руди Хашаше | Свыше 100 кг | Оскар Брайсон П 0000-1101 | не прошёл          | не прошёл          | не прошёл          | Карлос Зегарра В 0200-0100 | Жоао Шлиттер П 0000-1031 | не прошёл          | не прошёл          | не прошёл |

## Лёгкая атлетика
| Мохамад Сирадж Тамим | Мужчины, 200 м | 21.80 | 58 | не прошёл | не прошёл | не прошёл | не прошёл | не прошёл | не прошёл | не прошёл | не прошёл |
| Гретта Таслакян      | Женщины, 200 м | 25.32 | 45 | не прошла | не прошла | не прошла | не прошла | не прошла | не прошла | не прошла | не прошла |

## Плавание
| Спортсмен      | Дисциплина           | Квалификация | Квалификация | Полуфинал | Полуфинал | Финал     | Место |
| Спортсмен      | Дисциплина           | Результат    | Место        | Результат | Место     | Результат | Место |
| -------------- | -------------------- | ------------ | ------------ | --------- | --------- | --------- | ----- |
| Воэль Кубрусли | Мужчины, 100 м брасс | 1:06.22      | 3            | не прошёл | не прошёл | не прошёл | 57    |
| Нибал Ямут     | Женщины, 100 м брасс | 1:16.17      | 5            | не прошла | не прошла | не прошла | 45    |

## Стрельба
Мужчины
| Спортсмен | Дисциплина | Квалификация | Квалификация | Финал     | Финал     | Место |
| Спортсмен | Дисциплина | Результат    | Место        | Результат | Сумма     | Место |
| --------- | ---------- | ------------ | ------------ | --------- | --------- | ----- |
| Зиад Риша | Скит       | 111          | 29           | не прошёл | не прошёл | 29    |